# Ivanîne, Semenivka
Ivanîne (în ucraineană Іванине) este un sat în comuna Jadove din raionul Semenivka, regiunea Cernihiv, Ucraina.

## Demografie
Componența lingvistică a localității Ivanîne
     Ucraineană (100%)
Conform recensământului din 2001, toată populația localității Ivanîne era vorbitoare de ucraineană (100%).